# Побладура-де-Пелайо-Гарсія
Побладура-де-Пелайо-Гарсія (ісп. Pobladura de Pelayo García) — муніципалітет в Іспанії, у складі автономної спільноти Кастилія-і-Леон, у провінції Леон. Населення — 457 осіб (2010).
Муніципалітет розташований на відстані близько 270 км на північний захід від Мадрида, 34 км на південь від Леона.

## Демографія
Динаміка населення (INE ):